# ルイス・モンテネグロ
ルイス・フィリペ・モンテネグロ・カルドーゾ・デ・モライス・エステヴェス（ポルトガル語: Luís Filipe Montenegro Cardoso de Morais Esteves、1973年2月16日 - ）は、ポルトガルの政治家。現在、同国首相（第120代）、社会民主党党首、元共和国議会議員。

## 経歴
ポルトに生まれ、アヴェイロ県エスピーニョで育った。祖父と父が法律家であったため、ポルトガル・カトリック大学で法学を学び卒業。1994年から1996年まで、社会民主党青年部のエスピーニョ支部長を務めた。1997年から2001年までエスピーニョ市議を務めたのち、2005年の市長選に立候補したが、社会党候補に得票率45%対38%で敗北した。

### 共和国議会議員
2002年、アヴェイロ選挙区から29歳にして共和国議会議員に初当選。2010年には社会民主党の副院内総務となり、翌年には得票率86%で院内総務に選出された。
モンテネグロが院内総務となった当時のポルトガルは、金融危機への対処をめぐって欧州委員会、欧州中央銀行、国際通貨基金のいわゆる「トロイカ」との交渉のさなかにあった。これに関連して、2014年1月には「人の命は尊いが、国の命はもっと尊い」などと発言し、批判を受けた。2018年2月の党首選挙で現職のペドロ・パッソス・コエーリョが落選すると、社会民主党は「（新党首の）ルイ・リオのお友達集団になるべきではない」と警告を発して共和国議会議員を辞任した。

### 社会民主党党首
2020年1月の社会民主党党首選挙には現職リオの対抗馬として立候補したが、リオからフリーメイソンなどと攻撃され、決選投票の末に敗北した。
2022年、総選挙の敗北の責任を取ってリオが党首を辞任すると、後任の党首選挙に真っ先に立候補を表明し、元環境相のジョルジェ・モレイラ・ダ・シルヴァを破って得票率72.47%で当選した。
2024年の総選挙には、事前に民主社会中道・人民党と政党連合「民主同盟」を結成して臨み、その結果社会党を2議席上回る79議席を獲得した。選挙戦では、TAPポルトガル航空の完全民営化などを公約に掲げた。2024年4月2日に首相に就任。しかしルイスが設立した企業を2022年の社会民主党党首就任時に妻と二人の子供に譲渡したことについての合法性や利益相反の問題が野党より指摘され、政府は自身の信任決議案を議会に提出。2025年3月11日の採決では賛成88票、反対142票となり、議会は内閣を不信任とした。3月13日に議会は解散され、5月18日に執行された総選挙では過半数とはならなかったが、同29日に大統領より組閣を要請された。

## 人物
子どものころは背丈が低く、目が丸くて緑色をしていたことからエルヴィーリャ（エンドウ豆）とあだ名された。近親者からはミドルネームを取ってフィリペと呼ばれている。かつてはサッカーやビーチバレーに参加し、またライフガードとして働いたが、のちにゴルフをたしなむようになった。2022年5月時点で結婚しており、2人の子どもがいる。
2012年には、政治家や実業家、スパイからなるフリーメイソンのロッジ「モーツァルト・ロッジ」の会員であることを2008年にモンテネグロ自身が認めたとさまざまなメディアで報道されたが、2019年には自身がフリーメイソンであることを否定している。

## 選挙結果
2020年社会民主党党首選挙
| 立候補者       | 立候補者             | 第1回投票 | 第1回投票 | 第2回投票 | 第2回投票 |
| 立候補者       | 立候補者             | 得票数    | %         | 得票数    | %         |
| -------------- | -------------------- | --------- | --------- | --------- | --------- |
|                | ルイ・リオ           | 15,546    | 49.0      | 17,157    | 53.2      |
|                | ルイス・モンテネグロ | 13,137    | 41.4      | 15,086    | 46.8      |
|                | ミゲル・ピント・ルス | 3,030     | 9.6       |           |           |
| 白票・無効票   | 白票・無効票         | 369       | –         | 341       | –         |
| 合計           | 合計                 | 32,082    | 79.01     | 32,582    | 80.20     |
| 出典：公式発表 |                      |           |           |           |           |

2022年社会民主党党首選挙
| 立候補者       | 立候補者                           | 得票数 | %     |
| -------------- | ---------------------------------- | ------ | ----- |
|                | ルイス・モンテネグロ               | 19,241 | 72.5  |
|                | ジョルジェ・モレイラ・ダ・シルヴァ | 7,306  | 27.5  |
| 白票・無効票   | 白票・無効票                       | 437    | –     |
| 合計           | 合計                               | 26,984 | 60.46 |
| 出典：公式発表 |                                    |        |       |